# Clima subtropical

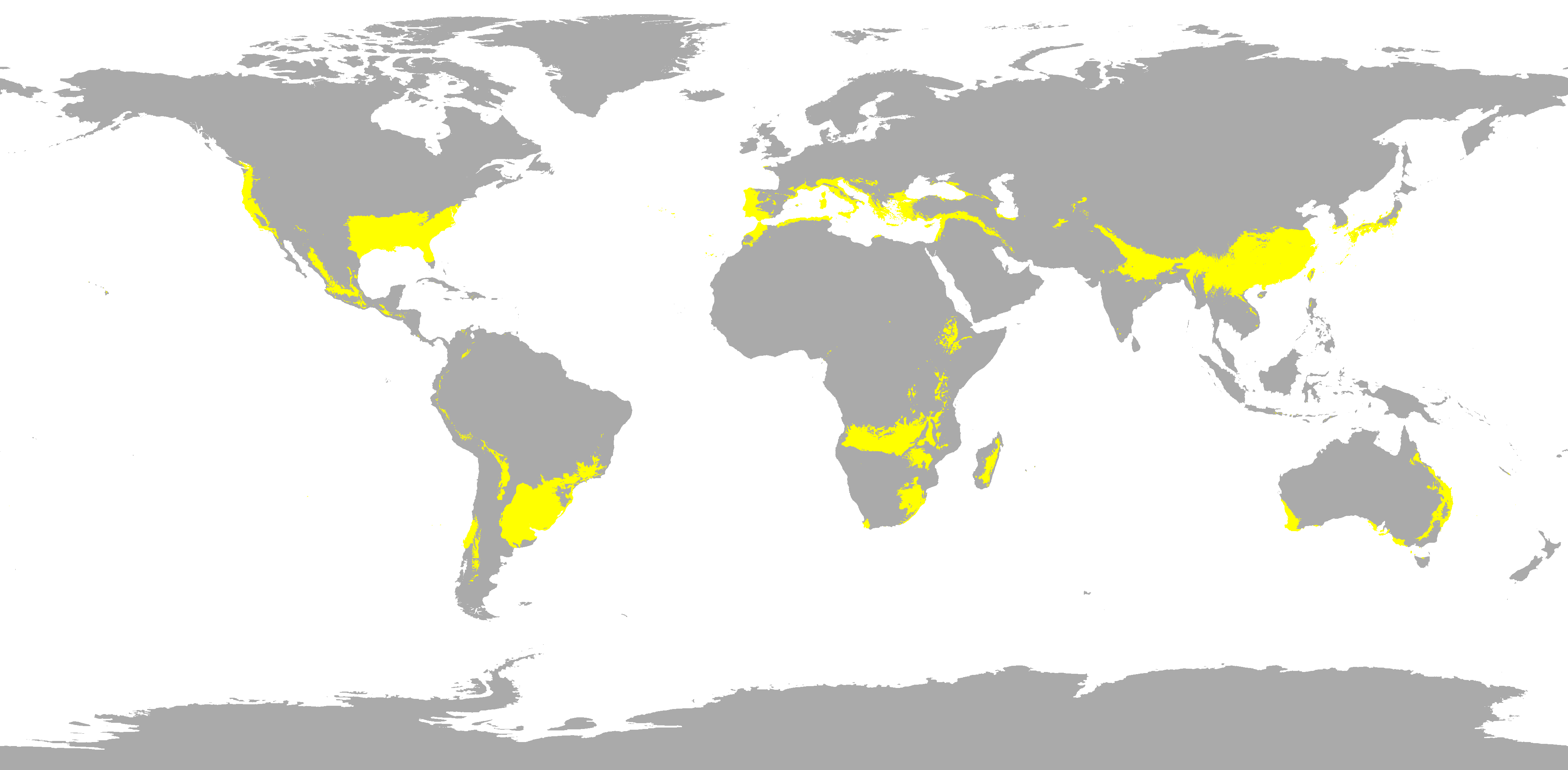
Regiões de clima subtropical no mundo (em amarelo)

O clima subtropical ou zonas subtropicais ou subtropicais são zonas geográficas e climáticas ao norte e ao sul dos trópicos. Geograficamente parte das zonas temperadas de ambos os hemisférios, eles cobrem as latitudes médias de 23°26′10,6″ (ou 23,43628°) até aproximadamente 35° norte e sul. As latitudes do cavalo estão dentro deste intervalo.
Os climas subtropicais são frequentemente caracterizados por verões quentes e invernos amenos com geadas pouco frequentes. A maioria dos climas subtropicais se enquadra em 2 tipos básicos: subtropical úmido (clima de Koppen Cfa), onde as chuvas geralmente se concentram nos meses mais quentes, por exemplo, sudeste da China e sudeste dos Estados Unidos, e verão seco ou clima mediterrâneo (clima de Koppen Csa/Csb), onde as chuvas sazonais se concentram nos meses mais frios, como a bacia do Mediterrâneo ou o sul da Califórnia.
Os climas subtropicais também podem ocorrer em altas elevações nos trópicos, como no extremo sul do planalto mexicano e em Da Lat do planalto central vietnamita. As seis classificações climáticas usam o termo para ajudar a definir os vários regimes de temperatura e precipitação do planeta Terra.
Uma grande parte dos desertos do mundo está nos subtrópicos, pois é onde reside o anticiclone subtropical semipermanente (normalmente no interior, nos lados sudoeste dos continentes). As áreas que fazem fronteira com oceanos quentes (normalmente nos lados sudeste dos continentes) têm verões quentes e úmidos com chuvas convectivas frequentes (mas breves) (ciclones tropicais também podem contribuir para a precipitação anual). As áreas que fazem fronteira com oceanos frios (normalmente nos lados sudoeste dos continentes) são propensas a neblina, aridez e verões secos. Plantas como palmeiras, frutas cítricas, manga, pistache, lichia e abacate são cultivadas nos subtrópicos.

## Cidades com clima subtropical noBrasil
- Porto Alegre, tecnicamente com um clima subtropical úmido pleno, já que se encaixa nos 30° de latitude;
- Curitiba;
- São Paulo;
- Florianópolis.